# Ulysses S. Grant
Ulysses S. Grant, ursprungligen Hiram Ulysses Grant, född 27 april 1822 i Point Pleasant i Clermont County i Ohio, död 23 juli 1885 nära Wilton i Saratoga County i New York, var en amerikansk militär och politiker. Han verkade som general under amerikanska inbördeskriget och tjänstgjorde 1869–1877 som landets 18:e president.

## Biografi

### Officer
Grant blev officer 1843, deltog i mexikanska kriget 1845–1848 samt tog 1854 avsked som kapten på grund av alkoholproblem. Vid amerikanska inbördeskrigets utbrott inträdde han i unionens armé och satte upp ett frivilligt kompani och utnämndes till överste. I augusti samma år blev Grant brigadgeneral samt överbefälhavare i sydöstra Missouri och besegrade 7 november 1861 general Leonidas Polk i slaget vid Belmont. Under 1862 rensade han västra Kentucky från fiender, befordrades till generalmajor i den frivilliga armén, och erhöll i juli befälet över västra Tennessee. 1862 besegrade han en rebellarmé i slaget vid Shiloh och fortsatte obehindrat sin offensiv i Tennessee. 1863 erövrade han Vicksburg och delade således sydstaterna i två delar. Han deltog också i slaget vid Chattanooga.

### Arméchef

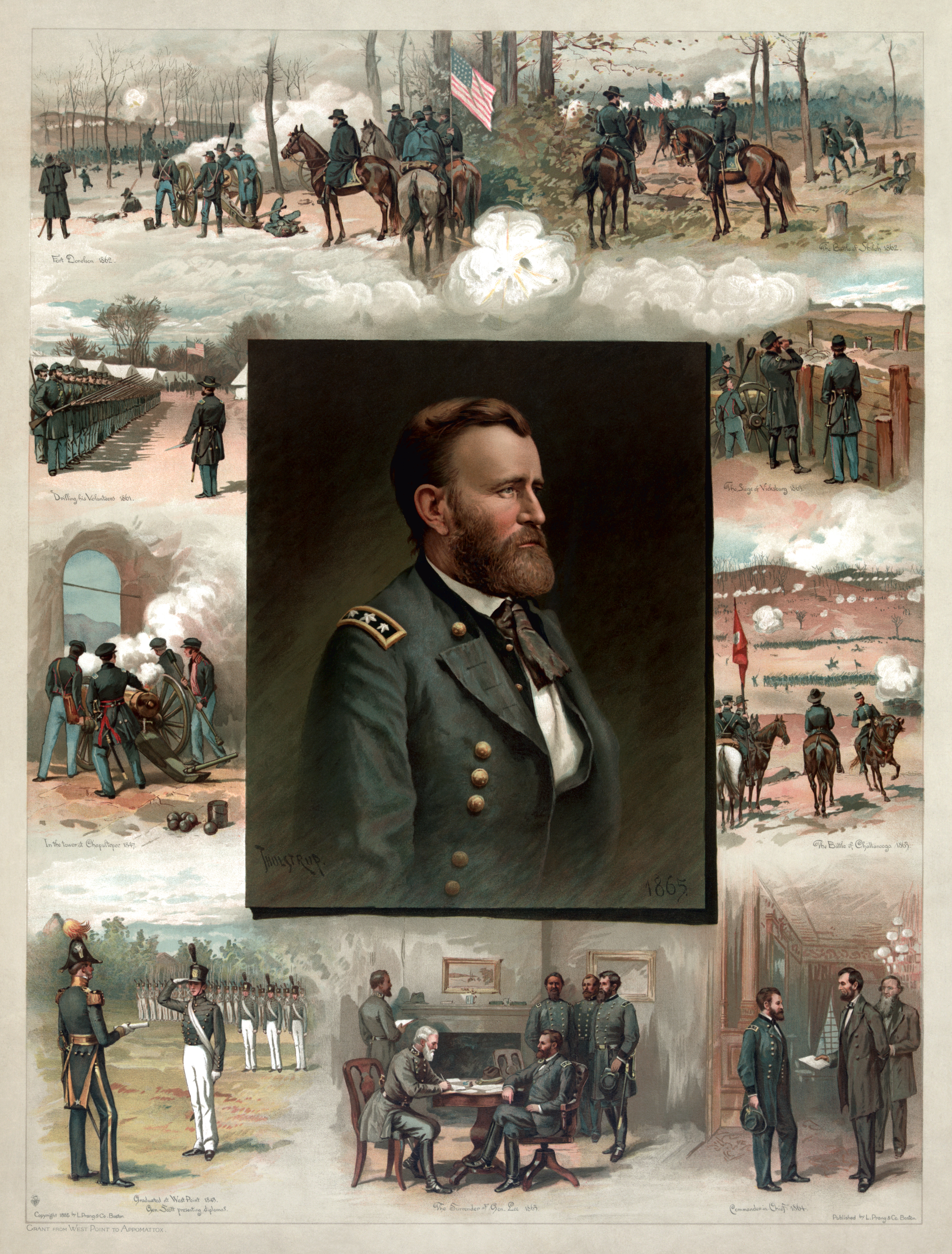
Grant från West Point till Appomattox. Bilden visar nio scener ur hans karriär från examen vid West Point 1843 till Lees kapitulation 1865. Medsols från bilden längst ned i vänster hörn:
1) Examen vid West Point 1843 - General Scott delar ut diplom 2) I tornet vid Chapultepec 1847
3) Tränande av sina soldater 1861
4) Fort Donelson 1862
5) Slaget vid Shiloh 1862
6) Belägringen av Vicksburg 1863
7) Slaget vid Chattanooga 1863
8) Överbefälhavare 1864
9) General Lees kapitulation 1865

Från och med 1864 var han chef för USA:s armé, och i praktiken också direkt chef för fältarmén i öster, och kämpade där framgångsrikt mot general Robert E. Lee som han tvingade till kapitulation 1865 efter slaget vid Appomattox Court House vilket innebar att inbördeskriget var avslutat. 

### President
1869–1877 var han USA:s president. Även om det förekom korruption och skandaler inom Grantadministrationen åstadkoms det ändå några mycket viktiga förvaltningsreformer, bland annat inrättades USA:s justitiedepartement och det amerikanska riksåklagarämbetet samt Finansdepartementet omorganiserades. Grant lyckades också med att åstadkomma en reducerad statsskuld, stärkt amerikansk kreditvärdighet, dollar och handelsbalans, sänkta skatter, minskad inflation, samt åtstramade statsutgifter. Grant gjorde som expresident flera resor i Europa och Asien. Efter ett misslyckat försök att erhålla partiets åternominering som republikanernas presidentkandidat 1880 som han faktiskt var nära att få, drog han sig tillbaka och författade sina memoarer, en syssla han åtagit sig främst för att råda bot på sin dåliga privatekonomi. Hans familj som var utfattig fick intäkterna av memoarerna och kunde få ett förmöget liv efter Grants död.
På senare tid har amerikanska historiker omvärderat honom för hans vilja att säkra medborgarrätten för de svarta amerikanerna vars rättigheter stärktes av det femtonde författningstillägget som gav de före detta slavarna rösträtt och medborgarrättslagen 1875 som dock förklarades ogiltig av Högsta Domstolen 1883.

### Familj
Grant gifte sig den 22 augusti 1848 med Julia Boggs Dent. De fick tillsammans tre söner och en dotter.

## Utnämningar till Högsta domstolen
- Edwin M. Stanton, 1869 (insvuren men dog innan att ha tagit sin domarplats)
- William Strong, 1870
- Joseph P. Bradley, 1870
- Ward Hunt, 1873
- Morrison R. Waite, 1874 (ordförande)

## Övrigt
Asteroiden 3154 Grant är uppkallad efter honom.